# Lars Weisbrod
Lars Weisbrod (* 1985 in Bremen) ist ein deutscher Journalist und Autor.

## Leben
Weisbrod wuchs als Sohn einer alleinerziehenden Reiseverkehrskauffrau in Eitelborn im Westerwald auf. Nach dem Abitur am Bischöflichen Cusanus-Gymnasium in Koblenz studierte er Philosophie, Germanistik sowie Theater-, Film- und Fernsehwissenschaft an der Universität Köln. Am Munich Center for Mathematical Philosophy begann er ein Promotionsprojekt zu sozialer Erkenntnistheorie mit dem Arbeitstitel A non-skeptical conformism. 2014 absolvierte er den 35. Lehrgang der Henri-Nannen-Schule.
Weisbrod trat als Poetry Slammer unter anderem in der WDR-Sendung Poetry Slam mit Jörg Thadeusz auf, veröffentlichte Texte in Zeitschriften und zwei Bücher. Er schrieb unter anderem für das Weblog Riesenmaschine, die Süddeutsche Zeitung, Jetzt und für Neon. Seit 2015 ist er Redakteur im Feuilleton der Zeit, außerdem schrieb er für das amerikanische Magazin New York. 2017 und 2019 war er für den Deutschen Reporterpreis in der Kategorie „Beste Kulturkritik“ nominiert, 2022 für den Deutschen Journalistenpreis in der Kategorie „Vermögensverwaltung“. 2019 hatte er einen Lehrauftrag an der Universität der Künste Berlin. Seit Juli 2020 moderiert Weisbrod gemeinsam mit Ijoma Mangold und Nina Pauer den Zeit-Podcast Die sogenannte Gegenwart.
Weisbrod ist verheiratet und lebt mit seiner Familie in Hamburg-Eppendorf. Er ist römisch-katholisch.

## Rezeption
Sein zweites Buch Oh, wie schön ist Parkhaus 4 wurde 2009 in der FAZ positiv besprochen: „Die etwa dreißig kurzen, in verwinkelten Gedankengängen sich den Mythen des Alltags annähernden Essays, Pamphlete und Liebeserklärungen (...) gehen gerade in der Unvermitteltheit ihrer sozialsatirischen Beobachtungsschärfe unter die Haut.“
Weisbrod ist seit 2008 auf Twitter aktiv und hat dort etwa 40.000 Follower (Stand Februar 2022). Das Löschen eines Tweets zum Thema Geldtheorie wird in Mithu Sanyals Roman Identitti (2021) erwähnt. Eine von Weisbrod auf Twitter initiierte Abstimmung über die Differenz zwischen Kunst und Mathematik wird im Roman Gentzen oder: Betrunken aufräumen (2021) von Dietmar Dath beschrieben. Nach der Übernahme von Twitter Inc. durch Elon Musk 2022 begann er, auf Mastodon aktiv zu sein.
Eine Bemerkung Weisbrods in einem Zeit-Artikel über das Comicduo Katz & Goldt aus dem Jahr 2014, die zahlreichen Penis-Zeichnungen seien ihr „Markenzeichen“, wurde von Katz & Goldt in einem Comic im Intro-Magazin aufgegriffen, der einen Ausschnitt des Artikels abbildet. Darin besteht eine Figur, ihr Telefon, ihr Hund und Bäume im Hintergrund aus Penissen.

## Bücher
- Schnee, der auf Zidane fällt … und andere wunderbare Erlebnisse in diesem Sommer. Eine Deutschlandreise. Knaur-Taschenbuch-Verlag, München 2006. ISBN 978-3-426-78013-8.
- Oh, wie schön ist Parkhaus 4. Reisen um die Ecke. Knaur-Taschenbuch-Verlag, München 2008. ISBN 978-3-426-78057-2.
- Mit Jens Balzer, Sibylle Berg, Dietmar Dath (Hrsg.): Zahlen sind Waffen: Gespräche über die Zukunft, Matthes & Seitz, Berlin 2021. ISBN 978-3-95757-960-7.